# Монетен двор на САЩ
Монетният двор на САЩ (на английски: United States Mint) е създаден през 1792 г. във Филаделфия, щата Пенсилвания. Основната му задача е да сече монети на американската валута, както и да съхранява златния и сребърния резерв на кюлчета и да контролира движението му. Друга част от продукцията включва юбилейни, възпоменателни и инвестиционни монети от благородни метали, както и ордени, медали, значки и др. Монетният двор на САЩ не емитира книжни пари. Централата (която не сече монети) сега се намира в столицата Вашингтон, а производствените ѝ центрове са във Филаделфия, като функционират филиали в Денвър, Сан Франциско и Уест Пойнт. Всеки от филиалите има свой собствен знак. Към институцията на Американския монетен двор спада и хранилището във Форт Нокс (щата Кентъки), където се съхранява по-голямата част от златния резерв на САЩ.

## История
Монетният двор е създаден по решение на Конгреса на САЩ въз основа на Закона за монетите от 1792 г. във Филаделфия, която тогава е била столица на новосъздадената държава. Още от самото начало е взето решение (твърдо подкрепяно Бенджамин Франклин, Томас Джеферсън и Александър Хамилтън) в САЩ да се въведе десетична парична система, а не като в Англия, където се изплозвали паунд, шилинг и пенс.
Монетният двор на САЩ за кратко е част от Държавния департамент, но става независима агенция от 1799 г. Той превръща скъпоценни метали в стандартни монети с различен номинал без сеньораж над разходите за производство. Съгласно Закона за монетите от 1873 г., Монетният двор става част от Министерство на финансите на САЩ. Днес монетите, които са законно платежно средство, се секат изключително за сметка на хазната. Всеки от филиалите, произвеждащи монети за обръщение, поставя на лицевата страна свой знак (първата буква от името му).

## Текущи производства
Към момента работят 4 центъра за производство на монети – във Филаделфия, Денвър, Сан Франциско и Уест Пойнт.

### Филаделфия
Филиалът във Филаделфия е най-старият, открит още през 1792 г. В сегашното си здание се помещава от 1969 г. До 1980 г. филиалът във Филаделфия не поставя свой знак върху монетите (с малки изключения). От 1980 г. върху всички монети се поставя буквата P (от Philadelphia), но без монетите от 1 цент. До 1968 този филиал е произвеждал почти всички специални емисии колекционерски монети с високо качество. Тук се намира гравьорският и конструктивният отдел на Монетния двор.

### Денвър
Филиалът в Денвър започва дейност през 1863 г. като център за анализ, тестване и маркиране на благородни метали, 5 години след откриването на златно находище в района. Към началото на ХХ век филиалът пуска около 5 милиона долара годишно в златни и сребърни монети, а от 1906 е открито и новото здание на филиала. Знакът на филиала е D, като произвежда монети изключително за паричното обръщение. Произвежда също и матрици за собствени нужди и за нуждите на други филиали.

### Сан Франциско
Филиалът на Монетния двор в Сан Франциско е открит през 1854 г. по време на Златната треска, за да оценява и тества добитото злато. Бързо надраства първоначалното си здание и се премества в нова сграда през 1874 г., която е една от малкото оцелели сгради след Голямото земетресение в Калифорния от 1906 г. и се помещава в нея до 1937 г. Производството се премества в ново здание, но дейността му е прекратена през 1955 г. за около десетина години. Отново е пуснат в експлоатация в средата на 60-те години на ХХ век поради недостига на монети в САЩ по това време. През 70-те години започва да поема от клона във Филаделфия изработката на юбилейни, възпоменателни и колекционерски монети с високо качество, като след 1975 г. работи почти само в тази област. Като свой знак филиалът използва буквата S.

### Уест Пойнт
Клонът в Уест Пойнт, щата Ню Йорк, съществува от 1937 г. Първоначално е бил използван само като депозитар (хранилище) на клюлчета от сребро. Като производствен център започва дейност от 1974 г., като до 1986 изработва монети за парично обръщение без идентификационен знак. Паралелно започва и производство на висококачествени монети за колекционери и инвеститори, които вече носят знака W. Една от тях е възпоменателната златна монета с номинал 10 USD по повод Олимпийските игри в Лос Анджелис, 1984.  Клонът в Уест Пойнт пуска колекционерски монети от платина, злато и сребро с изображение на Американския орел. Тук се съхранява част от златния резерв на САЩ.

### Форт Нокс
Клонът във Форт Нокс не е производствена единица. Представлява фортифицирано здание, предназначено само и изключително за съхранение на американския резерв в златни и сребърни кюлчета. По оценки се предполага, че съдържа около 2,3% от златото, добивано през цялата история на човечеството. Намира се в щата Кентъки, до границата с Канада.